# 中原致時
中原 致時（なかはら の むねとき、生年不詳 - 寛弘8年7月8日（1011年8月9日））は、平安時代中期の貴族。刑部大輔・中原有象の子。官位は従四位上・伊勢守。

## 経歴
村上朝の応和3年（963年）明経得業生に補せられると、康保3年（966年）明経試を課され、翌康保4年（967年）及第する。
兵部少録・造酒権佑を経て、円融朝の天元3年（980年）権少外記に任ぜられると、天元4年（981年）少外記、永観2年（984年）大外記と外記局で順調に昇格し、同年10月に従五位下・肥前守に叙任されて地方官に遷った。
一条朝初頭の永延元年（987年）明経博士に任ぜられると、永祚元年（989年）従五位上・大外記に叙任され、再び外記局に戻る。致時は中原氏として初めて大夫外記となり、以降、大夫外記は中原氏が代々世襲するようになった。大外記の傍らで明経博士・主税権助を兼ねる一方で、丹波介・播磨介などの兼国にも与り、この間の正暦4年（993年）正五位下に昇叙されている。
長徳4年（998年）信濃守に任ぜられて再び外記局を去ると、長保3年（1001年）造宮の功労により従四位下と四位に昇り、寛弘元年（1004年）従四位上・伊勢守に叙任された。
三条朝初頭の寛弘8年（1011年）7月8日卒去。

## 人物
勅撰歌人として『後拾遺和歌集』に1首の和歌作品が採録されている。

## 官歴
『地下家伝』による。
- 応和3年（963年） 日付不詳：明経得業生。日付不詳：美作少目
- 康保3年（966年） 日付不詳：課試
- 康保4年（967年） 正月：及第
- 安和元年（968年） 12月：兵部少録
- 天禄3年（972年） 閏2月：造酒権佑
- 天元3年（980年） 正月29日：権少外記
- 天元4年（981年） 正月29日：少外記
- 永観2年（984年） 2月1日：大外記。10月10日：従五位下。10月30日：肥前守[3]
- 永延元年（987年） 日付不詳：明経博士
- 永祚元年（989年） 正月：兼大外記[3]。4月5日：従五位上（春日行幸行事賞）
- 正暦元年（990年） 正月29日：兼丹波介
- 正暦2年（991年） 正月26日：兼播磨介
- 正暦3年（992年） 正月20日：兼主税権助
- 正暦4年（993年） 正月12日：停播磨介（申任男致行）。11月12日：正五位下
- 長徳元年（995年） 正月：兼播磨介
- 長徳2年（996年） 7月8日：停博士（譲弟致明）
- 長徳3年（997年） 正月28日：兼紀伊権守
- 長徳4年（998年） 正月5日：信濃守、去大外記
- 長保3年（1001年） 7月13日：従四位下（造宮賞）
- 寛弘元年（1004年） ○月28日：従四位上（去国）。○月29日：伊勢守
- 日付不詳：斎宮権頭
- 寛弘8年（1011年） 7月8日：卒去

## 系譜
- 父：中原有象[4]
- 母：不詳
- 生母不詳の子女
  - 男子：中原貞清（?-1047）[4]
  - 男子：中原師任（983-1062）[4]
  - 男子：中原俊光[5]
  - 男子：中原致仲
  - 男子：中原致行